# Bảo hiểm xã hội
Bảo hiểm xã hội (viết tắt: BHXH) là sự đảm bảo thay thế được bù đắp một phần thu nhập cho người lao động khi họ bị mất hoặc giảm thu nhập do bị ốm đau, thai sản, tai nạn lao động và bệnh nghề nghiệp, tàn tật, thất nghiệp, tuổi già, tử tuất, dựa trên cơ sở một quỹ tài chính do sự đóng góp của các bên tham gia BHXH, có sự bảo hộ của Nhà nước theo pháp luật, nhằm bảo đảm an toàn đời sống cho người lao động và gia đình họ, đồng thời góp phần bảo đảm an toàn xã hội. Bảo hiểm xã hội là trụ cột chính trong hệ thống an sinh xã hội ở mỗi nước.

## Lịch sử
Các chế độ của bảo hiểm xã hội đã hình thành khá lâu trước khi xuất hiện thuật ngữ an sinh xã hội. Hệ thống bảo hiểm xã hội đầu tiên được thiết lập tại nước Phổ (nay là Cộng hòa Liên bang Đức) dưới thời của Thủ tướng Otto von Bismarck (1850) và sau đó được hoàn thiện (1883-1889) với chế độ bảo hiểm ốm đau; bảo hiểm rủi ro nghề nghiệp; bảo hiểm tuổi già, tàn tật và sự hiện diện của cả ba thành viên xã hội: người lao động; người sử dụng lao động và Nhà nước. Kinh nghiệm về bảo hiểm xã hội ở Đức, sau đó, được lan dần sang nhiều nước trên thế giới, đầu tiên là các nước châu Âu (Anh: 1991, Ý: 1919, Pháp: từ 1918...), tiếp đến là các nước châu Mỹ Latinh, Hoa Kỳ, Canada (từ sau 1930) và cuối cùng là các nước châu Phi, châu Á (giành độc lập sau chiến tranh thế giới lần thứ 2).

## Các chế độ đảm bảo
Theo tổng kết của ILO (công ước 102 năm 1952), bảo hiểm xã hội bao gồm chín chế độ chủ yếu sau: chăm sóc y tế, trợ cấp ốm đau, trợ cấp thất nghiệp, trợ cấp tuổi già, trợ cấp tai nạn lao động, bệnh nghề nghiệp, trợ cấp gia đình, trợ cấp thai sản, trợ cấp tàn tật, trợ cấp tử tuất. Công ước cũng nói rõ là những nước phê chuẩn công ước này có quyền chỉ áp dụng một số chế độ, nhưng ít nhất phải áp dụng một trong các chế độ: trợ cấp thất nghiệp, trợ cấp tuổi già, trợ cấp tai nạn lao động – bệnh nghề nghiệp, trợ cấp tàn tật hoặc trợ cấp tử tuất. Việc áp dụng bảo hiểm xã hội trên của quốc gia khác nhau thường cũng rất khác nhau về nội dung thực hiện tùy thuộc vào nhu cầu bức bách của riêng từng nơi trong việc đảm bảo cuộc sống của người lao động, ngoài ra, còn tùy thuộc vào khả năng tài chính và khả năng quản lý có thể đáp ứng. Tuy nhiên, xu hướng chung là theo đà phát triển kinh tế - xã hội, bảo hiểm xã hội sẽ mở rộng dần về số lượng và nội dung thực hiện của từng chế độ.
Theo thống kê của ILO, đến năm 1981, có 139 nước có thực hiện hệ thống an sinh xã hội nói chung, bảo hiểm xã hội nói riêng, trong đó có 127 nước có chế độ trợ cấp tuổi già, tàn tật và tử tuất; 79 nước có chế độ trợ cấp ốm đau và thai sản, 136 nước có chế độ trợ cấp tai nạn lao động và bệnh nghề nghiệp, 37 nước có chế độ trợ cấp thất nghiệp.